# Онищенко, Владимир Иванович
Влади́мир Ива́нович Они́щенко (укр. Володимир Іванович Онищенко; 28 октября 1949, село Стечанка, Чернобыльский район, Киевская область, Украинская ССР, СССР) — советский футболист, нападающий и украинский тренер. Мастер спорта СССР международного класса (1973). Заслуженный мастер спорта СССР (1975).

## Биография
Родился в селе Стечанка Чернобыльского района Киевской области, в семье кадрового военного. Через 3 месяца после рождения Владимира семья переехала в Киев.
Учился в киевской школе № 154. Занимался в школьной футбольной команде. Футбольное образование продолжил в спортклубе «Большевик», состоявшем при одноимённом киевском заводе. В спортклубе выступал некоторое время на позиции вратаря, но основным местом на поле ему определили левый край полузащиты.
В 1965 году был зачислен в дубль киевского «Динамо». Его заметил Виктор Маслов во время просмотра новичков «Динамо» в ходе двусторонней игры.
С 1970 года начал выходить в основном составе «Динамо». Однако с приходом на пост главного тренера в «Динамо» Александра Севидова места для Онищенко на поле уже не находили. Вскоре он перешёл в ворошиловградскую «Зарю», приняв приглашение её селекционеров.
В «Заре» играл очень успешно, был один из ведущих форвардов команды. В 1972 году вместе с командой стал чемпионом СССР по футболу, за что клуб наградил его автомобилем «Волга». По итогам года вошёл в число «33-х лучших».
Дебют Владимира Онищенко в сборной Советского Союза состоялся 7 июня 1972 года в матче СССР против Болгарии (1:0). Затем он выступил на чемпионате Европы 1972 года в Бельгии, на котором сборная СССР завоевала серебро, уступив в финале сборной ФРГ. Свой первый гол в футболке национальной сборной Онищенко удалось забить в матче против сборной Уругвая 29 июня того же года. Затем он в составе олимпийской сборной Союза завоевал бронзовые медали на Летней Олимпиаде-1972 в Мюнхене. Это достижение Онищенко повторил и через четыре года в Монреале, где в матче за 3-е место, в котором были обыграны бразильцы,  забил один из голов. В 1973 году участвовал в прощальном матче Гарринчи.
В 1973 году, поддавшись на уговоры Валерия Лобановского и его селекционеров, вернулся в киевское «Динамо», хотя внутренней уверенности, что все получится в новой команде, у него не было. Однако с первых дней в «Динамо» стал выходить в основном составе в нападении в паре с Олегом Блохиным.
С 1974 по 1977 с «Динамо» трижды становился чемпионом страны, дважды обладателем Кубка СССР. Успешно играл в международных матчах — в 1975 помог клубу взять Кубок Кубков (забил два гола в финале против венгерского «Ференцвароша», а всего за розыгрыш забил семь мячей) и завоевать Суперкубок УЕФА в противостоянии с немецкой «Баварией».
В сборной СССР сыграл 44 матча, забил 11 мячей (в том числе сыграл 8 матчей и забил 3 гола за олимпийскую сборную СССР).
Помимо выступлений в официальных матчах за сборную СССР, Владимир Онищенко принял участие в уникальной игре, которая вошла в футбольную историю.
18 декабря 1973 года на «Маракане», собравшей 131 555 зрителей участвовал в прощальном матче Гарринчи. Сборная Бразилии сборной ФИФА, составленной из лучших латиноамериканских футболистов и нескольких представителей Советского Союза. Решающий гол забил Пеле, а Владимир отметился голевой передачей на Бриндизи.
К концу 1978 года Онищенко понял, что теряет мотивацию к продолжению карьеры игрока, поэтому по окончании сезона принял решение завершить выступления в большом футболе.
В начале 90-х вернулся в большой футбол в качестве тренера, имея диплом Высшей школы тренеров. Карьеру тренера начал в клубе «Динамо» (Белая Церковь). Затем два года работал в «Динамо-2» (Киев).
В январе 1995, по просьбе Игоря Суркиса, возглавил основную команду киевского «Динамо». На этом посту проработал четыре месяца, после чего покинул пост по собственному желанию. В том же году вернулся в «Динамо-2», где отработал ещё два сезона.
В 1997—1998 работал главным тренером в клубе «Металлург» (Донецк). Затем три года (1999—2002) возглавлял молодёжную сборную Украины.
В 2002—2006 — главный тренер «Динамо-2» (Киев). С 2008 года работает советником селекционной службы в киевском «Динамо». В начале февраля 2013 года было объявлено о переходе Онищенко, «в недавнем прошлом заместителя начальника управления футбола ФК „Динамо“ [Киев]» на работу в Федерацию футбола Украины на должность помощника главного тренера национальной сборной Михаила Фоменко.

## Достижения

### Командные
«Заря»
- Чемпион СССР: 1972

«Динамо» (Киев)
- Чемпион СССР (3): 1974, 1975, 1977
- Обладатель Кубка СССР (2): 1974, 1978
- Обладатель Кубка обладателей Кубков УЕФА: 1975
- Обладатель Суперкубка УЕФА: 1975

Сборная СССР
- Серебряный призёр чемпионата Европы 1972
- Бронзовый призёр Олимпийских Игр 1972 и 1976

### Личные
- В списках 33 лучших футболистов СССР (5): № 1 (1974, 1975, 1976), № 2 (1972, 1973)
- Мастер спорта СССР международного класса (1973)
- Заслуженный мастер спорта СССР (1975)
- Один из обладателей приза «Лучшие дебютанты сезона»: 1972
- Лауреат приза За самый красивый гол сезона: 1970
- Орден «За заслуги» III степени (2004)[5], II степени (2015)[6] и I степени (2020)[7]

## Семья
С первой женой, Любовью Титаренко, расписался в 26 лет. От первого брака двое сыновей. Вторая жена, член сборной команды СССР мастер спорта по художественной гимнастике Анна Руденко. Женат третий раз, дочь Ксения.